# Burgstall Burschel
Der Burgstall Burschel ist eine abgegangene hochmittelalterliche Adelsburg im Landkreis Roth, Bayern, Deutschland.
Der Burgstall liegt auf 510 m ü. NHN, südwestlich des Gemeindeteiles Untermässing der mittelfränkischen Gemeinde Greding. Die ursprünglich sieben Hektar umfassende Höhenburg erhob sich einst in dem Gewann Brühl das auf dem Plateaurand des Auer Berges über dem Zusammenfluss der Thalach und der hinteren Schwarzach liegt.

## Geographische Lage
Die Stelle der ehemaligen Burg liegt etwa 6,6 Kilometer nordwestlich der Ortsmitte von Greding und rund 1,30 Kilometer südwestlich der katholischen Pfarrkirche Sankt Leodegar in Untermässing auf dem 516,3 m ü. NHN hohen Auer Berg. Dieser Berg erhebt sich über den Tälern der Thalach im Süden bzw. ihrem Nebenfluss des Erlesgrabens im Westen und der Schwarzach im Osten. Nach Nordnordwesten schließt sich an den langgestreckten Berg über einen Bergsattel der 553,2 m ü. NHN hohe Kuhberg an. Die stark ovale, sich etwa von Nordnordwest nach Südsüdost ziehende Kuppe des Auer Berges fällt mit Ausnahme des nur wenige Meter tieferliegenden Sattels zum Kuhberg an allen Seiten steil rund 120 Höhenmeter in die Täler ab.

### Benachbarte Objekte
In der Nähe befinden sich auch weitere ehemalige mittelalterliche Burgen: etwa vier Kilometer nordwestlich liegt die Burgstelle der abgegangenen Burg Landeck, sie war im Besitz der Herren von Thalmässing. 3,70 Kilometer nordnordwestlich befindet sich eine weitere möglicherweise mittelalterliche Befestigung über dem nahen Ort Schwimmbach auf einer 527,3 m ü. NHN hohen Kuppe im Biberholz. Etwas weiter in dieser Richtung Liegt der Burgstall Altenberg und die Burgruine Stauf über dem gleichnamigen Ort. Westlich auf der sogenannten Leite befindet sich ebenfalls eine in Karten als Burgstall eingetragene Befestigung, bei der es sich aber wohl um eine vorgeschichtliche Anlage handelt, ebenso südöstlich auf dem Brandfeld (neun Brandgräber), östlich von Waizenhofen, und auf der Reuther Platte. Südöstlich lag im Ort Hausen die Stelle einer Turmhügelburg. Nördlich befand sich auf dem 525,2 m ü. NHN hohen Lämmerberg eine weitere Burgstelle, etwas weiter die Burgruine Hofberg oder auch Obermässing genannt. Sechs Kilometer nordöstlich lag der Turmhügel Gutser Schloss, von dem noch ein mächtiger Turmhügel erhalten ist.

## Geschichte
Nur jeweils wenige hundert Meter entfernt finden sich umliegend Siedlungs- und Bestattungsplätze der Stein-, Bronze- und der vorrömischen Eisenzeiten. Die Fundhorizonte enden im zweiten nachchristlichen Jahrhundert. Der Limes befand sich nur wenige fußläufige Stunden südwärts, die Zeiten wurden zu unruhig und die Besiedelung wurde aufgegeben. Erst zur karolingischen Zeit setzen archäologische Befunde wieder sporadisch ein. Über die Burg selbst ist nur wenig bekannt. Die exponierte Lage über dem Zusammenfluss von Thalach und Schwarzach ermöglichte die Kontrolle des wichtigen Handelsweges zwischen Ansbach und Regensburg. Die stattliche und ursprünglich fast sieben ha umfassende Anlage lässt auf einigen Wohlstand schließen und diente wohl zur Zeit der Ungarneinfälle auch als Fliehburg für die Umgegend. Seit dem 12. Jahrhundert ist sie als Ansitz der Ortsherren des südlich gelegenen Höbing fassbar. Die mittelalterliche Burganlage wurde am Rand eines großen vorgeschichtlichen Ringwalles, der das gesamte Plateau des Auer Berges einnahm, eingebaut. Erhalten haben sich von der Höhenburg nur der U-förmige Halsgraben und einige Grundmauerreste der inneren Gebäude, das Gelände ist heute als Bodendenkmal geschützt.

## Beschreibung
Der Bereich der mittelalterlichen Burganlage lag am Plateaurand im Südosteck eines 400 Meter langen und etwa 70 Meter breiten Ringwalles vorgeschichtlicher Zeitstellung. Der Burgstall wird durch einen U-förmigen Halsgraben vom Bergplateau abgetrennt. Dieser Graben beginnt am östlichen Hangrand des Plateaus bzw. des Ringwalles und zieht sich 50 Meter nach Westen entlang, biegt dann um etwa 90 Grad nach Süden um und verläuft in dieser Richtung etwa 40 Meter weit bis zum südlichen Plateaurand. Nach einer weiteren Biegung, nun wieder in Richtung Osten gehend, erstreckt sich der Graben dann noch 25 Meter weit und läuft anschließend im Berghang aus. Die nicht durch den Graben geschützte Südostseite der in etwa rechteckigen Burgfläche mit abgeschnittener Südostecke wird durch den Plateaurand gebildet. Der Halsgraben hat noch eine Tiefe von etwa vier bis fünf Metern.
Auf dem Gelände der früheren Burg sind die Fundamente von mehreren Mauerzügen erhalten, sie zeigen, dass die Burg von einer Ringmauer umgeben war. Die Fläche innerhalb dieser Ringmauer war durch eine Binnenmauer zweigeteilt, im westlichen Bereich befinden sich weitere Fundamente, vermutlich des Hauptwohngebäudes der Burg. Im Südwesten dieses Burgbereiches liegen daneben noch runde Fundamentreste mit einem Durchmesser von neun Metern, möglicherweise die Stelle eines Turmes. Östlich der Binnenmauer stand bis ins 17. Jahrhundert eine ebenfalls abgegangene Kapelle, dessen Patrozinium dem heiligen Nikolaus gewidmet war.
Das vom Bayerischen Landesamt für Denkmalpflege als „Befestigung und Grabhügel vorgeschichtlicher Zeitstellung, mittelalterlicher Burgstall“ erfasste Bodendenkmal trägt die Denkmalnummer D-5-6933-0060.